# 生物无机化学
生物无机化学是研究金屬在生物體內角色的學科，生物无机化学研究像金属蛋白及金属酶等天然的生物分子，金属与生物分子的相互作用，如金属离子通道，也研究在醫藥（金属药物）及毒物學中，金屬（特別是非膳食礦物質）對生物的影響。许多生物过程，例如呼吸作用，都依赖于无机化学领域内的分子。生物无机化学也包括金属蛋白的模型研究及仿真
作为生物化学和无机化学的交叉学科，生物无机化学在阐明电子转移蛋白质，底物结合和活化，原子和基团转移化学以及生物化学中的金属性质的含义方面很重要。

## 活生物体的组成
哺乳动物质量的大约99％是碳，氮，钙，钠，氯，钾，氢，磷，氧，和硫的元素。 有机化合物（蛋白质，脂质，和糖类）含有大部分的碳和氮，而大部分的氧和氢以水的形式存在 。 细胞中含金属的生物分子的整个集合称为金属组(metallome)。

## 历史
德国化学家保罗·埃尔利希（Paul Ehrlich）使用有机砷（“灑爾佛散”）治疗梅毒，证明了金属（或至少是类金属）与药物的相关性，这与Rosenberg发现顺铂(cis-PtCl2(NH3)2)的抗癌活性有关。  最早结晶的蛋白质（参阅詹姆斯·B·萨姆纳）是脲酶，后来证明其活性位点含有镍。 多萝西·霍奇金（Dorothy Crowfoot Hodgkin）在晶体学上显示维生素B12（一种恶性贫血的治疗方法）由咕啉大环中钴的组成。 DNA的沃森-克里克结构(Watson-Crick structure)证明了含磷酸盐的聚合物起着关键的结构作用。

## 生物无机化学主题
几种独特的系统在生物无机化学中可以被识别出来。 主要领域包括：

### 金属离子的运输和储存
本主题涵盖了各种离子通道，离子泵（例如NaKATPase），液胞，铁载体，以及其他控制细胞中金属离子浓度的蛋白质和小分子的集合。 一个问题是，由于溶解性或稀缺性，许多代谢所需的金属不易获得。 生物体已经开发出许多策略来收集和运输这些元素。

### 酶学

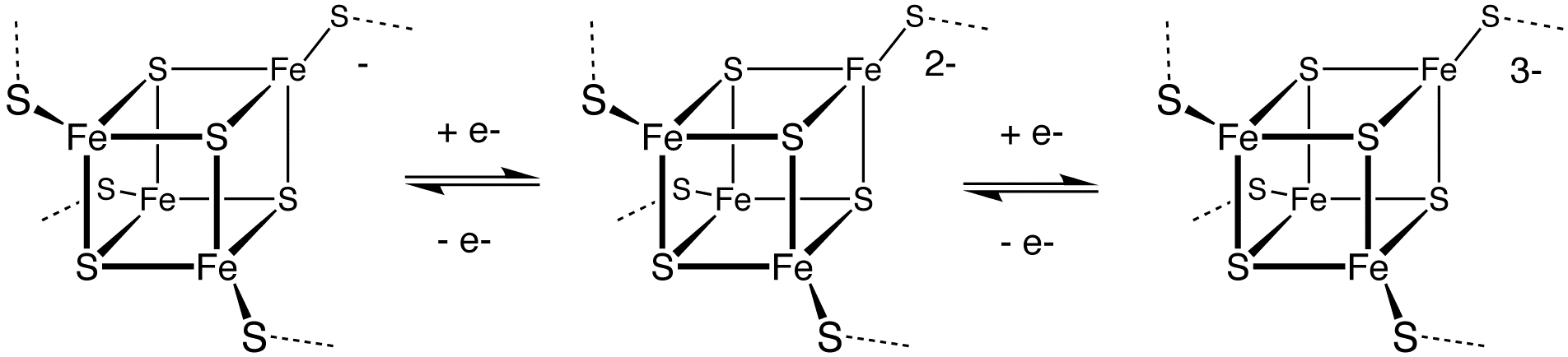
4Fe-4S簇充当蛋白质中的电子中继。

生命科学中的许多反应涉及水，金属离子通常位于这些酶的催化中心（活性位点），即这些是金属蛋白。 通常，反应的水是一个配体（请参阅金属水配合物）。 水解酶的例子是碳酸酐酶，金属磷酸酶，和金属蛋白酶。 生物无机化学家试图理解并复制这些金属蛋白的功能。
含金属的电子转移蛋白也是常见的。 它们可以分为三大类：铁硫蛋白（如氧化还原蛋白，铁氧还蛋白和Rieske蛋白），蓝铜蛋白和细胞色素。

### 毒性
几种金属离子对人类和其他动物有毒。 铅在毒性方面的生物无机化学已得到综述。

### 氧转运和活化蛋白

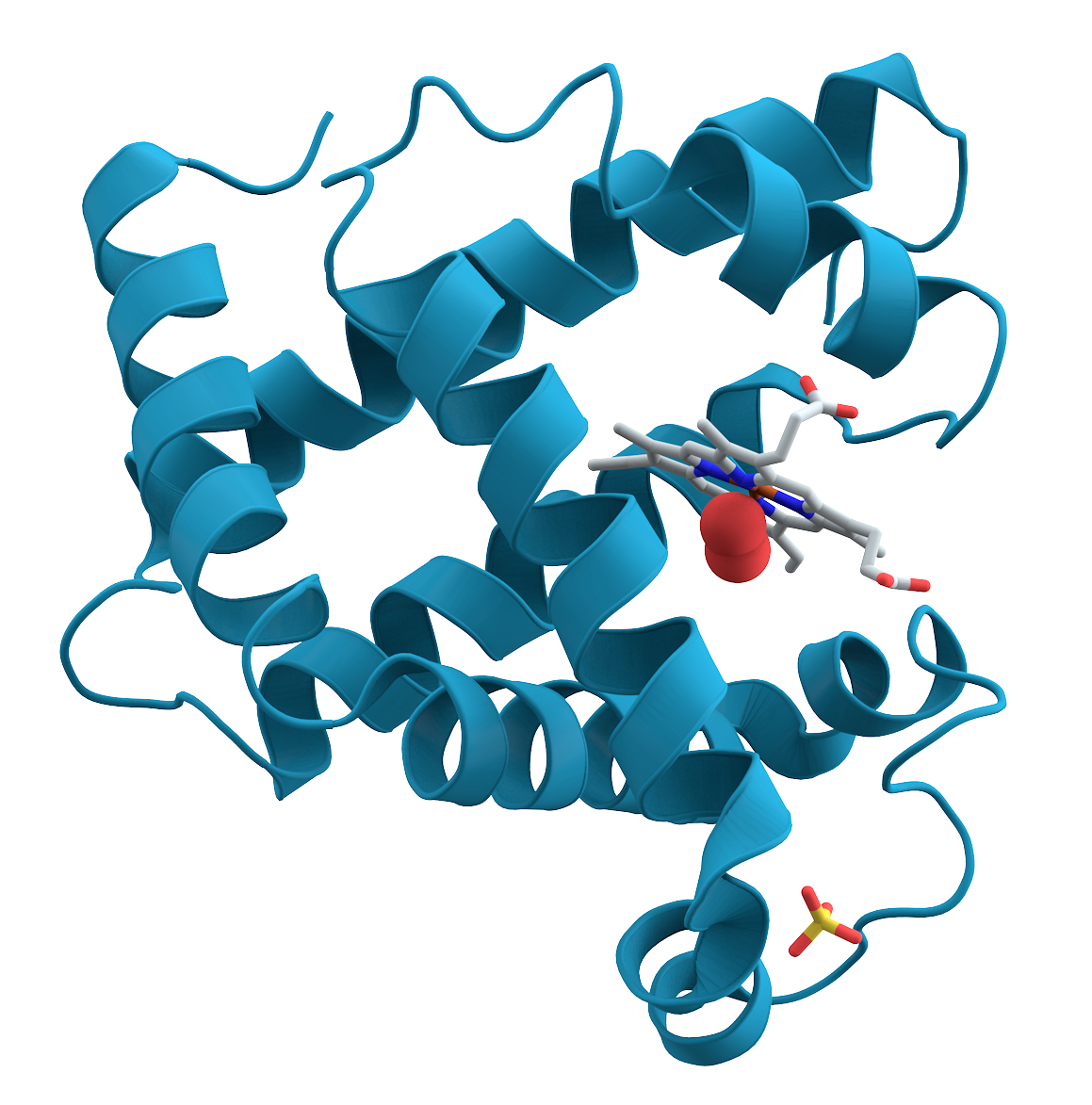
肌红蛋白在生物无机化学中是一个突出的主题，尤其要注意固定在蛋白质上的铁血红素复合物。

有氧生命大量利用了铁，铜，和锰等金属。 血红素以血红蛋白的形式被红血球利用来输送氧气，它也许是生物学中最公认的金属系统。 其他氧气传输系统包括肌红蛋白，血色素，和血红蛋白。

### 医学中的金属
许多药物含有金属。 该主题依赖于对含金属药物以及与酶活性位点中的内源性金属离子相互作用的化合物的设计和作用机理的研究。 最广泛使用的抗癌药物是顺铂。 核磁共振成像(MRI)造影剂通常含有钆。碳酸锂已被用于治疗躁郁症的躁狂期。

### 环境化学
环境化学在传统上强调重金属与生物的相互作用。 甲基汞造成了称为水俁病的重大灾难。 砷中毒是一个普遍存在的问题，主要是由于地下水的砷污染，这种污染影响了发展中国家的数百万人。 含汞和砷的化合物的代谢涉及基于钴胺素（cobalamins）的酶。

### 生物矿化
生物矿化是生物体产生矿物质的过程，通常使已经存在的组织硬化或变硬。 这种组织称为矿化组织。 实例包括藻类和硅藻中的硅酸盐，无脊椎动物中的碳酸盐以及脊椎动物中的磷酸钙和碳酸盐。